# Вилађо Спортинг (Трапани)
Вилађо Спортинг је насеље у Италији у округу Трапани, региону Сицилија.
Према процени из 2011. у насељу је живело 23 становника. Насеље се налази на надморској висини од 58 м.